# Études
Études es un ballet en un acto creado por el coreógrafo Harald Lander para el Real Ballet Danés. Inspirado en un antiguo ballet de Bournonville Le Conservatoire de 1849, y sobre una música de Knutaage Riiseger, basada en los Estudios para piano de Carl Czerny, Lander presentó una primera versión en 1948 titulada Étude con los bailarines Margot Lander, Hans Brenaa y Svend Erik Jenssen en el trío estelar, y una segunda versión Études en 1951 con Toni Phil (más tarde Toni Lander), Erik Bruhn y Jenssen como solistas.
En un decorado estilizado de Erik Nordgreen que sugiere una sala de entrenamiento y al mismo tiempo un salón festivo con cortinajes, candelabros y espejos el ballet despliega a un ritmo creciente de dificultad y complejidad los diferentes momentos de una clase de ballet, desde los ejercicios de la barra hasta las combinaciones de virtuosismo de los solistas y el gran final con la participación de toda la compañía.
Études fue montado por Lander para el Ballet de la Ópera de París en 1952, para el London´s Festival Ballet en 1955 con Toni Lander y John Gilpin, y para el American Ballet Theatre en 1961 con Toni Lander, Royes Fernández y Bruce Marks, y emprendió una carrera internacional fulgurante convirtiéndose en prueba de excelencia para las mejores compañías y sus estrellas. Por su carácter abstracto, es decir carente de argumento, y su brillantez técnica sin concesiones ha ejercido una fascinación duradera sobre el público y los coreógrafos de décadas posteriores.
En 1969 la televisión danesa grabó bajo la supervisión de Lander una representación de Études a cargo del Real Ballet Danés y sus estrellas Toni Lander, Erik Bruhn y Flemming Flindt que da una idea de la fuerza y belleza de este ballet en su interpretación original. 